# Helle Laas

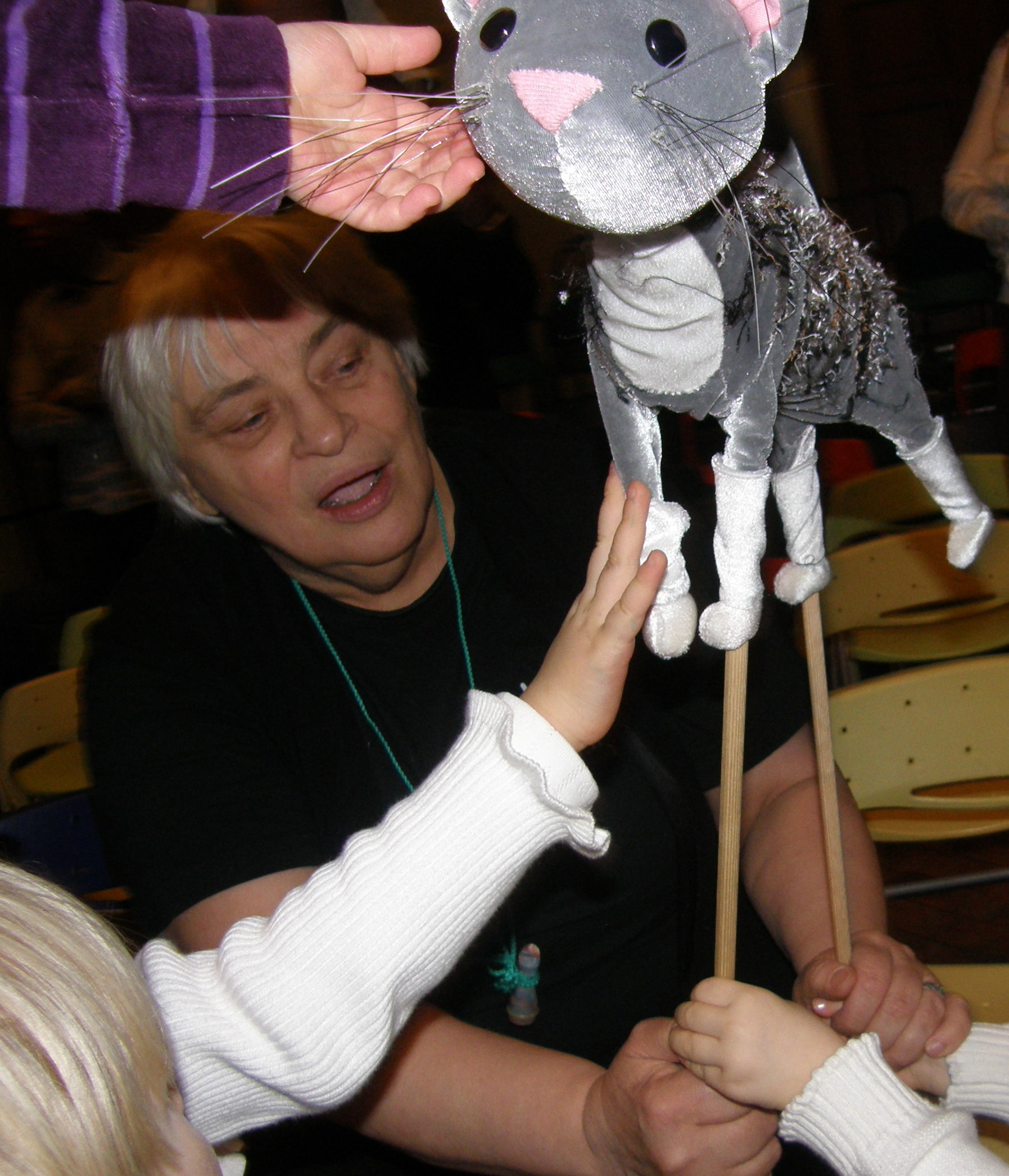
Helle Laas, 2010

Helle Laas (* 5. November 1941 in Tallinn) ist eine estnische Kinderbuchautorin und Theaterregisseurin.

## Leben
Laas machte 1961 in Tallinn Abitur und machte danach eine Ausbildung am Puppentheater in Tallinn, während sie gleichzeitig in diversen Fabriken ihren Lebensunterhalt verdiente. Von 1965 bis 1968 war sie Schauspielerin am Theater in Viljandi, danach bis 1982 am Puppentheater in Tallinn. Seit 1982 ist sie auch als Regisseurin tätig.

## Werk
Neben zahlreichen Bühnenwerken verfasste Laas seit 1976 auch Prosa für Kinder. Ihr Buchdebüt erfolgte 1980 mit didaktischen Kurzgeschichten, am meisten gelobt wurde ihr Buch Refrain der Zeit über die Nachkriegszeit auf Saaremaa, das mit Leelo Tungals Genossin Kind verglichen wurde.

## Auszeichnungen
- 2013 Orden des weißen Sterns, IV. Klasse

## Bibliografie (Auswahl)

### Kinder- und Jugendbücher
- Unistame ümber ('Träumen wir aufs Neue'). Eesti Raamat, Tallinn 1980. 41 S.
- Kes on narr? ('Wer ist ein Narr?'). Eesti Raamat, Tallinn 1981. 40 S.
- Väikeste lindude laul ('Das Lied der kleinen Vögel'). Eesti Raamat, Tallinn 1983. 48 S.
- Oi vabandage! Lepatriinu ('Oh Verzeihung, Marienkäfer'). Eesti Raamat, Tallinn 1986. 28 S.
- Nad olid. Meie oleme. Nemad tulevad ('Sie waren. Wir sind. Sie kommen'). Eesti Raamat, Tallinn 1989. 46 S.
- Piia mängib ('Piia spielt'). Eesti Raamat, Tallinn 1990. 46 S.
- Ajarefrään ('Refrain der Zeit'). Eesti Raamat, Tallinn 1990. 75 S.
- Ämbliku pesupäev ('Waschtag der Spinne'). TEA Kirjastus, Tallinn 2007. 67 S.
- Emma ema, Emma emme ('Emmas Mutter, Emmas Mama'). TEA Kirjastus, Tallinn 2009. 60 S.
- Hanel oli auto ('Hane hatte ein Auto'). TEA Kirjastus, Tallinn 2014. 20 S.
- Pidipudi targutused ('Allerlei Schlaumeiereien'). H. Laas, Tallinn 2016. 79 S.
- Kodud ('Zuhause'). Pegasus, Tallinn 2016. 31 S.

### Deutsche Übersetzungen
- Das Lied der kleinen Vögel. Aus dem Estnischen von Gisela Teeäär. Gezeichnet von Maarja Vannas. Perioodika, Tallinn 1986. 46 S.

### Sekundärliteratur
- Kaja Kann: Nukukas Helle Laas. Kultuurileht, Tallinn 2021. 142 S.